# Lloyd Terry
Lloyd Terry (Gary, 22 maggio 1957) è un ex cestista statunitense, professionista in Europa e in Sudamerica.

## Carriera
Venne selezionato dai New Jersey Nets all'ottavo giro del Draft NBA 1980 (165ª scelta assoluta), ma non giocò mai nella NBA.